# Sylvio Gualda
Sylvio Gualda né à Alger le 12 avril 1939 est un percussionniste classique français, à la fois soliste, concertiste et professeur.

## Biographie

### Carrière de soliste
Soliste international de premier plan, Sylvio Gualda commence sa carrière solo en 1968 en créant à l'opéra Garnier Zyklus de Karlheinz Stockhausen. Il crée par la suite les 14 stations de Marius Constant en 1970 au Festival de Royan, Heptade d'André Jolivet avec Maurice André en 1971, Le Marteau sans maître de Pierre Boulez en 1972. En 1973 il donne à la Maison de la Radio le premier récital de percussion classique solo de l'histoire de la musique en créant ce jour-là May de Nguyen-Thien Dao et Ball de Jean-Pierre Drouet.
Il entame plusieurs tournées mondiales en soliste. En 1976 il crée Psappha de Iannis Xenakis, œuvre incontournable dans le monde de la musique classique. Il interprète à de nombreuses reprises les 8 pièces pour timbales d'Elliott Carter, le Concerto pour percussion et orchestre d'André Jolivet et la Sonate pour deux pianos et percussion de Béla Bartók en compagnie des sœurs Labèque et de Jean-Pierre Drouet. Par la suite il continue de créer de nombreuses œuvres majeures telles que Phœnix de François-Bernard Mâche et Rebonds de Xenakis. Il fonde et dirige le groupe Les Pléïades avec lequel il fait plusieurs tournées, interprétant notamment les Pléïades et Idmen de I.Xenakis. Sylvio Gualda est un acteur principal (avec Drouet et Les Percussions de Strasbourg) de l'évolution de la percussion classique en France et dans le monde.

### Carrière de concertiste
Sylvio Gualda a tout d'abord travaillé dans divers orchestres associatifs (Colonne, Pasdeloup, Lamoureux) et a participé à de nombreuses séances d'enregistrement (musique de film, Legrand, Aznavour, François). Il a joué dans l'orchestre de la revue du Lido, de Jacques Hélian, a accompagné l'accordéoniste André Verchuren avant de rentrer comme 1er percussionniste solo à l'orchestre de l'Opéra national de Paris. Peu de temps après, en 1968, il devient le 1er timbalier solo de ce même orchestre à vingt-six ans. Il occupe ce poste pendant trente-trois ans avant de devenir conseiller artistique de l'Opéra de Paris durant trois ans. Il a été dirigé par les plus grands: Ozawa, Boulez, Munch, Prêtre, Chung, Solti, Quincy Jones...

### Carrière de pédagogue
1er prix du Conservatoire national supérieur de musique de Paris (CNSMDP), il devient assistant de Robert Tourte au conservatoire du XIe arrondissement de Paris. Il enseigne dans diverses écoles de musique en région parisienne (Bougival, La Celle-Saint-Cloud...) avant de créer en 1971 la classe de percussion classique au conservatoire de Versailles, poste qu'il occupe jusqu'en juin 2008. Il forme dans sa classe de nombreuses personnalités de la percussion au sein d'une classe de très haut niveau. Depuis 1995, il dirige le CEFEDEM d'Île-de-France. Il participe par ailleurs au Centre Acanthes chaque été depuis plus de trente ans. Il a développé de nombreuses techniques (caisse claire, timbales) basées autour de l'énergie, devenues références dans l'enseignement actuel.

## Discographie
- Béla Bartók Sonate pour deux pianos et percussion avec Marielle et Katia Labèque (pianos), Jean-Pierre Drouet Erato 1973